# Distagmos
Distagmos é um gênero de mariposa pertencente à família Acrolepiidae.